# Mystras

Lageplan von Mystras
(1: Haupteingang; 2: Metropolis; 3: Evangelistria; 4: Agios Theodoros; 5: Hodigitria-Afendiko; 6: Tor nach Monemvasia; 7: Agios Nikolaus; 8: Herrscherpalast mit Hauptplatz; 9: Tor nach Nauplion; 10: Oberer Eingang zur Zitadelle 11: Agia Sophia; 12: Kleiner Palast; 13: Zitadelle; 14: Mavroporta; 15: Pantanassa; 16: Agioi Taxiarches; 17: Frangopoulos-Haus; 18: Peribleptos; 19: Agios Georgios; 20: Krevata-Haus; 21: Tor nach Marmara; 22: Aï-Jannakis; 23: Laskaris-Haus; 24: Agios Christophoros; 25: Ruinen; 26: Agia Kyriaki)

Mystras bzw. Mistra (griechisch Μυστράς (m. sg.)) ist eine als UNESCO-Weltkulturerbestätte ausgewiesene byzantinische Ruinenstadt in der Nähe des gleichnamigen Dorfes in Griechenland, nordwestlich von Sparta auf einem Hügel im Vorfeld des Taygetos-Gebirges.

## Geschichte
Die Geschichte der Bergfestung Mystras beginnt mit dem Vierten Kreuzzug (1202–1204). Als dessen Ergebnis wurde Gottfried I. von Villehardouin aus dem nordfranzösischen Bar-sur-Aube zum Fürsten von Achaia, als die Kreuzritter 1206/1207 die Peloponnes eroberten. Ihm folgte sein Sohn Gottfried II. (reg. 1218–1246), der seine Residenz in der Nähe des antiken Sparta errichtete. Sein Bruder Wilhelm II. (reg. 1246–1278) eroberte den Rest Lakoniens und errichtete 1249 im bis dahin unbewohnten Mystras eine starke Höhenfestung, die Lakedaimon sichern sollte. Weitere Burgen standen unter anderem in Monemvasia und vermutlich auf der Halbinsel Tigani. 1259 wurde Fürst Wilhelm II. von Truppen des byzantinischen Kaisers von Nikaia gefangen genommen und konnte sich nur durch die Herausgabe von Mystras und anderer Burgen freikaufen. Die griechischen Bewohner Spartas, die die Fremdherrschaft der Kreuzfahrer leid waren, siedelten sich nun im nur etwa drei Kilometer entfernten Mystras an. Unterhalb der Burg entstand eine blühende Stadt, die schließlich mehrere zehntausend Einwohner zählte. Mystras avancierte zum kulturellen Zentrum der Region.
Die nun wieder byzantinischen Gebiete um die Burg wurden schließlich 1348/1349 zum Despotat Morea zusammengefasst und als Sekundogenitur von kaiserlichen byzantinischen Prinzen regiert. Der berühmte Philosoph Georgios Gemistos Plethon siedelte sich 1406 in Mystras an und erneuerte die platonische und neuplatonische Philosophie; er war eine führende Persönlichkeit im kulturellen Leben der Stadt. Die Statthalter – mit dem Titel Despoten, daher die Bezeichnung Despotat für das Herrschaftsgebiet – waren durchgängig Angehörige des damaligen byzantinischen Kaiserhauses der Palaiologen. Einer von ihnen war Konstantin, der als Konstantin XI. am 6. Januar 1449 in Mystras zum letzten byzantinischen Kaiser gekrönt wurde. Der „Despotenpalast“ von Mystras war der größte byzantinische Repräsentationsbau außerhalb von Konstantinopel. Er zeigt, im Gegensatz zu den Sakralbauten der Stadt, starke italienische Einflüsse.
1460 wurde Mystras von den Osmanen erobert. Nun erschienen auch Minarette zwischen Kirchen und Klöstern. Durch den Peloponnes-Feldzug Francesco Morosinis kam die Stadt 1687 in venezianischen Besitz, fiel jedoch bereits 1715 zurück an die osmanischen Türken. 1770, während eines russisch-türkischen Krieges, begann der Glanz der Stadt zu erlöschen; Hilfstruppen aus dem heutigen Albanien, die auf Befehl der Osmanen zur Unterbindung der Orlow-Revolte in die Peloponnes einfielen, verwüsteten die Stadt. Damit war Mystras' Blütezeit endgültig vorbei. Im griechischen Freiheitskampf wurde die Stadt dann 1825 derart zerstört, dass man auf den Wiederaufbau verzichtete. Stattdessen baute man wenig später das Jahrhunderte zuvor verlassene Sparta wieder neu auf.

## Die wichtigsten Baudenkmale

### Metropolis Agios Demetrios

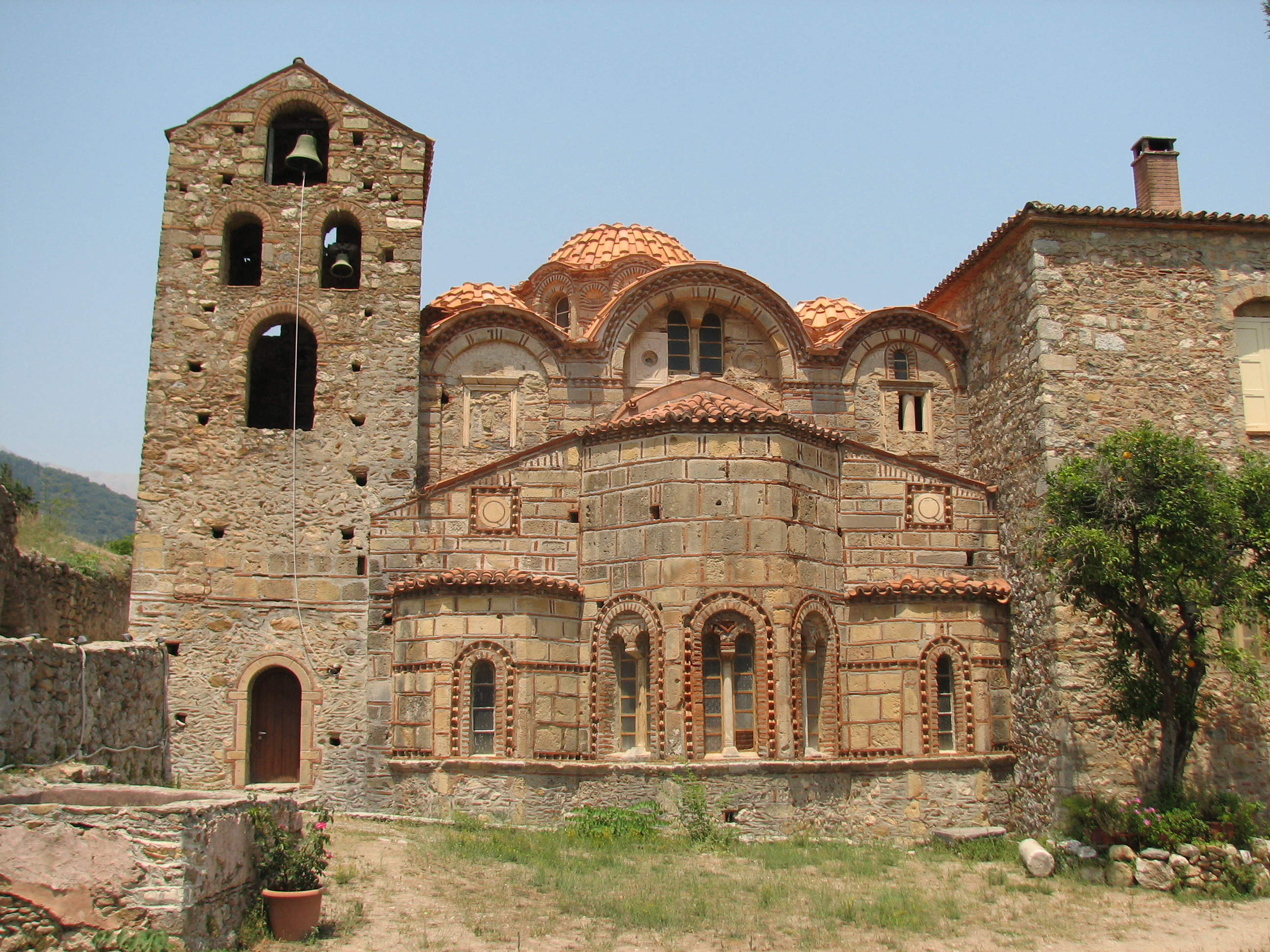
Metropolis des hl. Demetrius, Mystras (1263–1272 begonnen)

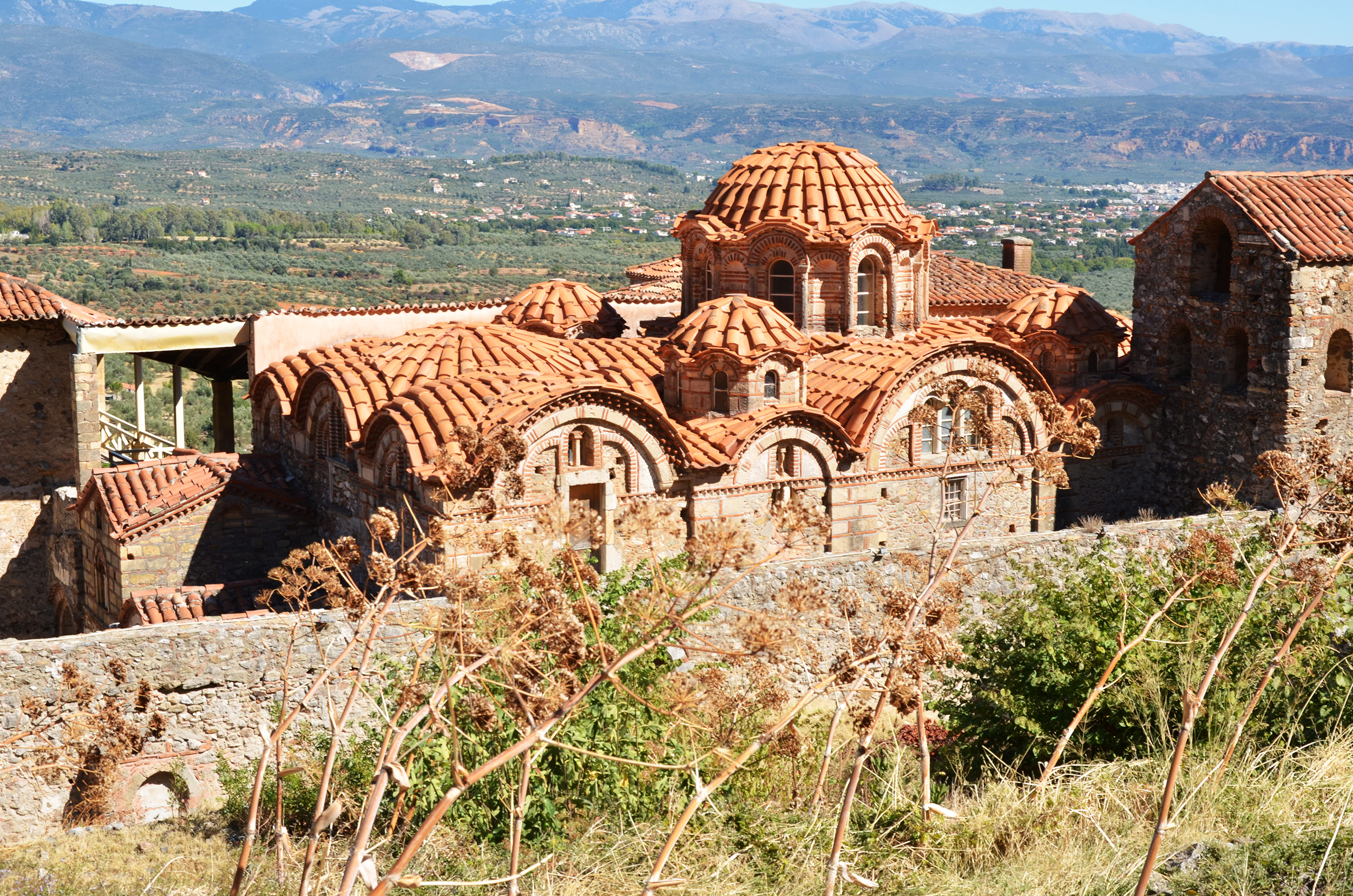
Die Kuppeln der Metropolis von Mystras

Das Gebäudeensemble der Metropolis befindet sich längs der Innenseite der Stadtmauer der Unterstadt von Mystras. Zwei Zugänge führen in Innere des Bauwerks: der ältere erste Zugang führt auf die gynaikonitis genannte Frauenempore, ein weiterer befindet sich an der Straße, die der Südfassade entlang verläuft. Eine Inschrift widmet das Bauwerk Nikiphoros, Proedros von Kreta und Metropolit von Lakonien, was eine Datierung des Gebäudekomplexes auf 1291–1292 erlaubt. Eine weitere Inschrift auf dem Türsturz des Haupteingangs ermuntert den Leser, sich an Nikiphoros, den Begründer der Kirche, zu erinnern. Und noch eine dritte Erinnerung an das Wirken dieses Metropoliten findet sich auf der ersten Säule rechts nach dem Betreten der Kirche: Diese Inschrift, die auf 1311–1312 datiert ist, präzisiert, dass Nikiphoros der Gründer dieser Kirche war, die Mühlen von Magoula erneuert hat, Olivenbäume pflanzen ließ und die Gebäude neben der Kirche erwarb, die einem gewissen Eugenios Chartophylax, dem späteren Bischof von Amyklai gehörten. Die Inschrift endet mit der Warnung an jedermann, zu versuchen, sich Güter der Kirche anzueignen und sich damit den Fluch der 318 Patriarchen und von Nikiphoros selbst zuzuziehen. Bei Nikiphoros handelt es sich um Nikiphoros Moschopoulos, Metropolit von Kreta und später von Lakonien um 1286–1289 bis 1315. Jedoch ist Nikiphoros zweifellos nicht der Gründer der allerersten Bauten und hat selbst wohl nur den Narthex um 1310 errichten lassen. Die Kirche wurde von dem schon erwähnten späteren Bischof Eugenios zwischen 1263 und 1272 begründet, dessen Grab im Diakonikon der Kirche aufgefunden wurde. Die Malereien wurden von Bischof Theodosios beauftragt und sind auf ungefähr 1272 zu datieren.
Die Metropolis ist eine Mischung von zwei Architekturtypen, wie man sie in Mystras als Verbindung von westlich-lateinischen und byzantinischen Bauformen mehrfach findet: Auf den Grundriss einer Basilika wurde ein zweites Geschoss in Form einer Kreuzkuppelkirche mit fünf Kuppeln gesetzt. Die von Eugenios und Nikiphoros begründete Kirche gehört zum basilikalen Typus. Diese Basilika war dem hl. Demetrius von Alexandria gewidmet und durch zwei Reihen von jeweils drei Säulen in drei Schiffe aufgeteilt, wobei das Mittelschiff wesentlich höher war als die beiden Seitenschiffe. Im 15. Jahrhundert hat Bischof Matheus von Lakonien für die Metropolis den Bauplan der Kirchen Pantanassa oder Hodighitria übernommen, indem er das hölzerne Dach abnehmen und ein weiteres Stockwerk mit fünf Kuppeln einfügen ließ. Der Baukörper behielt also im Erdgeschoss seinen basilikalen Grundriss bei und wurde im Obergeschoss in Kreuzform ausgeführt. Dieser Mistras-Typus ist für die byzantinische Baukunst sehr ungewöhnlich.

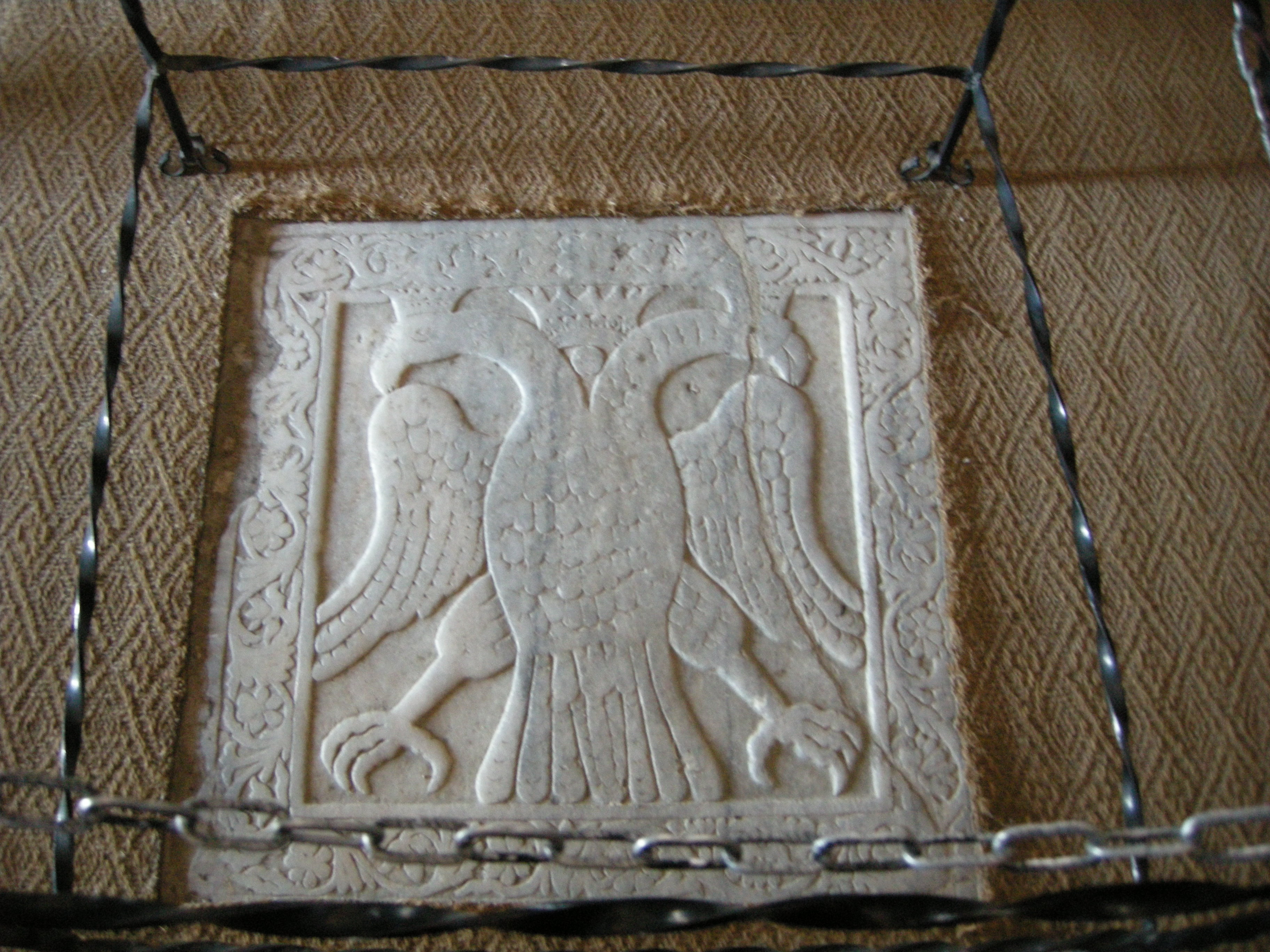
Stelle, an der Konstantin XI. 1449 gekrönt wurde

Die architektonischen Veränderungen blieben nicht ohne Auswirkungen auf die Fresken, mit denen das Erdgeschoss bereits ausgemalt war. Da das Dach abgenommen wurde, wurden die Figuren aus dem Leben Christi faktisch enthauptet, z. B. diejenigen des Letzten Abendmahls. Bischof Matheus hinterließ einen Hinweis auf dem westlichen Gesims, wo zu lesen ist: Matheus, Bischof von Lakonien, Gründer. Auch an der Außenseite des Gebäudes kann man die stilistischen Unterschiede erkennen, insbesondere an der Ostfassade, wo die Apsiden der ersten Bauphase zuzuordnen sind. Ihr Stil ist charakteristisch für die helladische Schule vom Beginn der zweiten Hälfte des 10. Jahrhunderts an, bei dem die Steine von einer Reihe von Schmuckziegeln abgegrenzt wurden. Sie gelten sogar als eines der schönsten Beispiele für diesen Stil. Ganz im Gegensatz dazu, zeigen die Erweiterungen des 15. Jahrhunderts den Einfluss von Konstantinopel.
Was den Skulpturenschmuck anbetrifft, so ist es schwer, eine Einheit von Stil oder Epoche auszumachen, da die meisten Skulpturen wiederverwendete Spolien sind. So stammen die vier Kapitelle der westlichsten Säulen mit ihren Blumenmotiven aus frühchristlicher Zeit, während diejenigen der beiden anderen Säulen nur Kopien darstellen. An der südlichen Außenwand zeigt ein Fries Elemente einer früheren Periode und scheint zumindest in Teilen aus der alten Kirche von Sparta zu stammen. Vor der Ikonostase ist eine Bodenplatte mit dem doppelköpfigen Adler an der Stelle eingelassen, an der am 6. Januar 1449 Konstantin XI. Paläologos zum letzten Kaiser des byzantinischen Reichs gekrönt wurde.

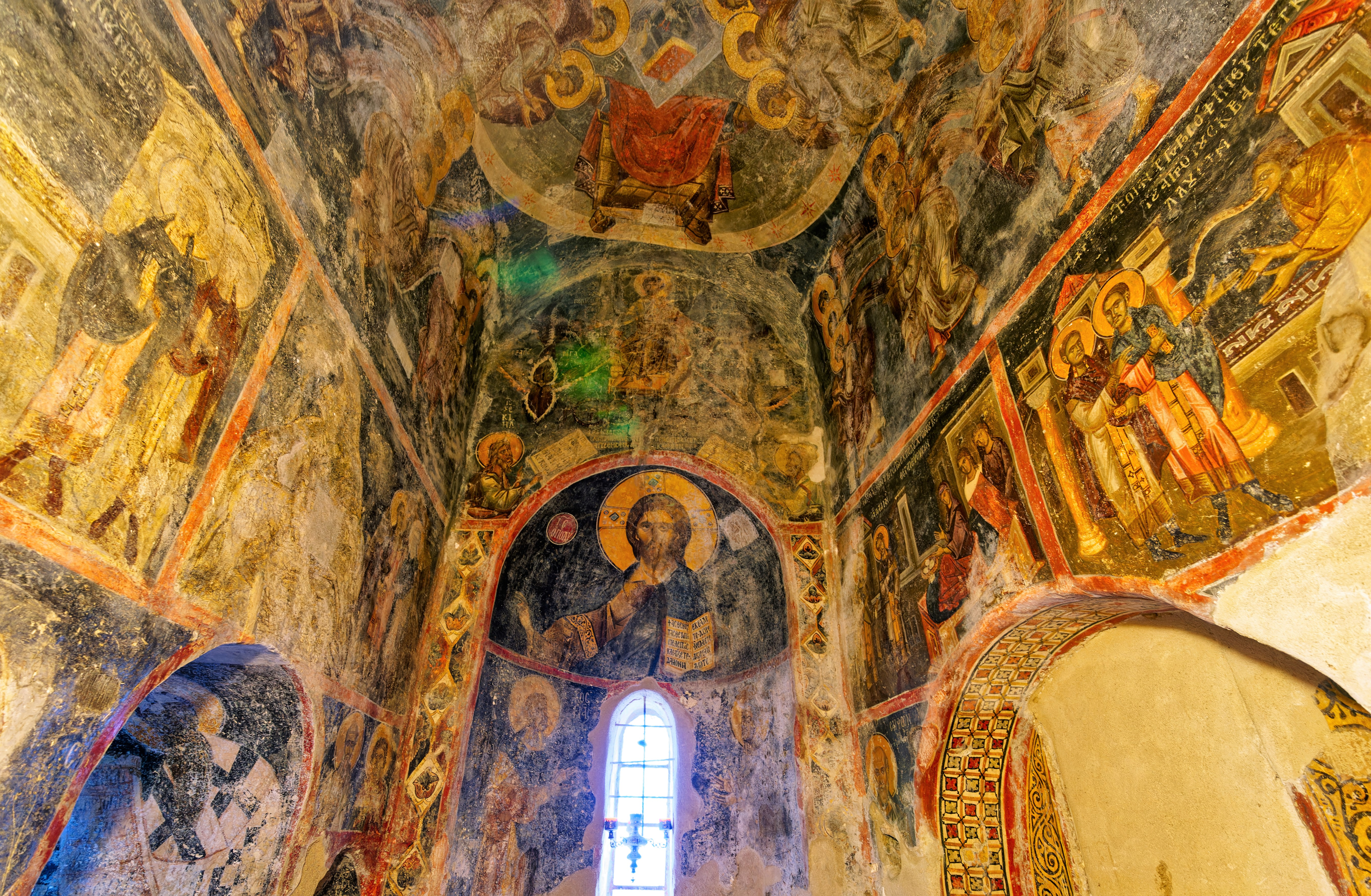
Fresken im Narthex der Metropolis (13./14. Jahrhundert)

Die Malereien aus den letzten Jahrzehnten des 13. bis zur ersten Hälfte des 14. Jahrhunderts sind reich an Techniken und künstlerischen Stilen. Es scheint, dass es kein im Voraus festgelegtes Programm für die verschiedenen Fresken gab. Da die Metropolis ursprünglich dem hl. Demetrius gewidmet wurde, schildert der größte Teil des nördlichen Seitenschiffs in 11 Szenen Leben und Martyrium des Heiligen, der mit Speeren durchbohrt wurde. Diese Fresken zeigen einen archaischen Einfluss der byzantinischen Schule, während die Fresken im südlichen Seitenschiff, die Wundertaten Christi darstellen, eher Techniken der mazedonischen Schule des 14. Jahrhunderts zeigen. Die Wände des Narthex sind mit Darstellungen des Jüngsten Gerichts verziert.
1754 wurde unter Bischof Ananias Lambardis im Norden des Bauwerks ein Hof angefügt; 1760 wurde Ananias in diesem Vorhof nahe der Mauer von Truppen der Osmanen hingerichtet.

### Brontochion-Kloster

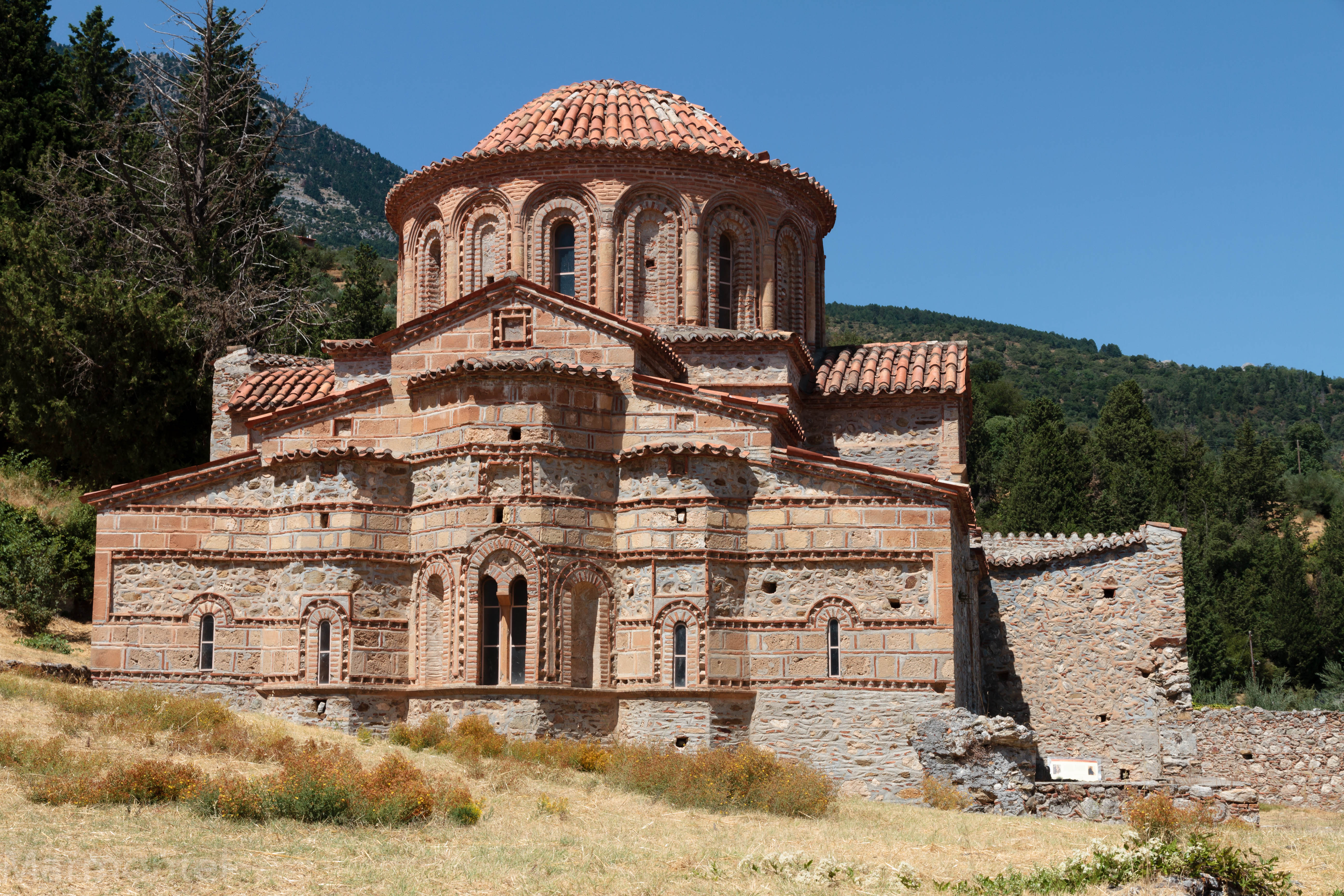
Kirche Agioi Theodoroi, Mystras, Ostfassade (ca. 1290–95)

Zwei große Kirchen im Norden der Unterstadt bilden neben einigen Ruinen den Überrest des großen Klosters Brontochion: die Kirche der Agioi Theodoroi und die der Hodegetria. Neben der Hodegetria befinden sich südlich die Ruinen eines langen, zweistöckigen Gebäudes, wahrscheinlich des Refektoriums, dann westlich zwei Reihen von Mönchszellen und schließlich ein Wachturm im Norden. Im Umkreis um die Agioi Theodoroi befinden sich mehrere Kapellen mit Gräbern, was darauf hindeutet, dass die Hodegetria das Hauptgebäude des Klosters war und die Kirche der Agioi Theodoroi zur Friedhofskirche der Mönche degradiert wurde.

#### Agioi Theodoroi
Die ehemalige Hauptkirche des Klosters wurde gegen 1290 von Abt Daniel begonnen und gegen 1295 von seinem Nachfolger Pachomios vollendet. Sie ist den beiden Soldatenheiligen Theodor Tiro und Theodor Stratelates gewidmet. Die Kirche wird in zwei kaiserlichen Dekreten erwähnt, von denen das jüngste aus dem Jahr 1322 stammt, dann nicht mehr.

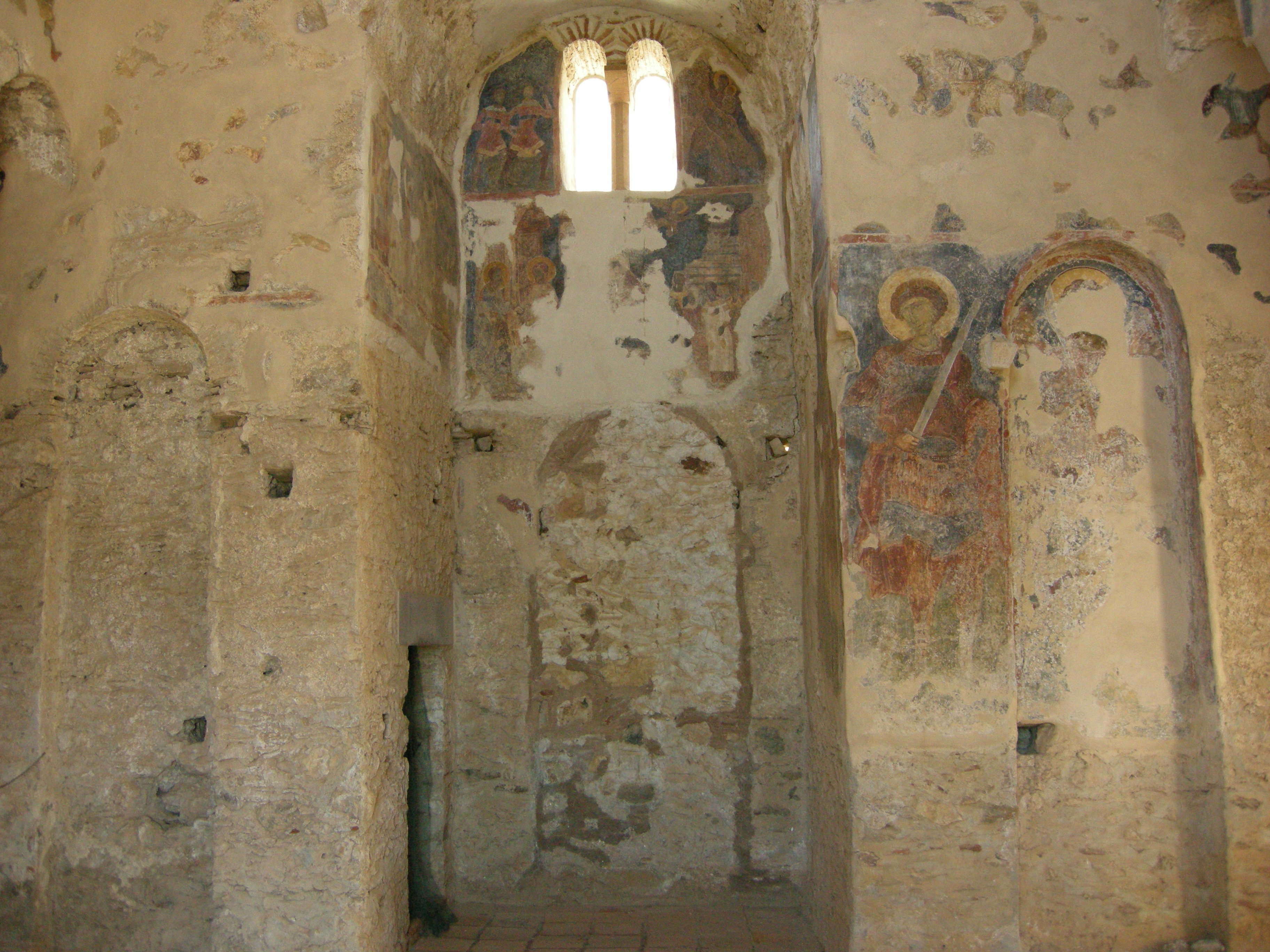
Erhaltene Fresken in Agioi Theodoroi

Agioi Theodoroi besitzt die Form eines griechischen Kreuzes mit achteckiger Kuppel, so dass ihr Gewölbe nicht auf vier Säulen ruht, wie es in der byzantinischen Architektur üblich ist, sondern auf acht, wodurch der Eindruck eines Achtecks entsteht. Diese Bauart, die sicherlich aus Konstantinopel stammt, war in Griechenland ab dem 11. Jahrhundert häufig anzutreffen, wie in Hosios Loukas und Daphni (beide 11. Jahrhundert) oder Sotira Lykodimou in Athen (vor 1144). Anfang des 13. Jahrhunderts wurde die Hagia Sophia in Monemvasia nach demselben Muster errichtet und diente sicherlich als Vorbild für Agioi Theodoroi. Sie ist die letzte bekannte Kirche, die nach diesem Modell gebaut wurde.
Auffallend ist die Ostfassade mit den drei Apsiden. Im Inneren des Baus befinden sich vier Grabkapellen, wobei in der Nordostkapelle Manuel II. Paläologos bestattet ist. Von den Fresken ist noch ein Zyklus der Kindheit Mariens im Gewölbe des Querschiffs erhalten, im Nordquerschiff das Pfingstwunder und schließlich in der nördlichen Kapelle des Narthex ein Zyklus der Wunder der Erzengel Michael und Gabriel.

#### Hodegetria (= Aphendiko)

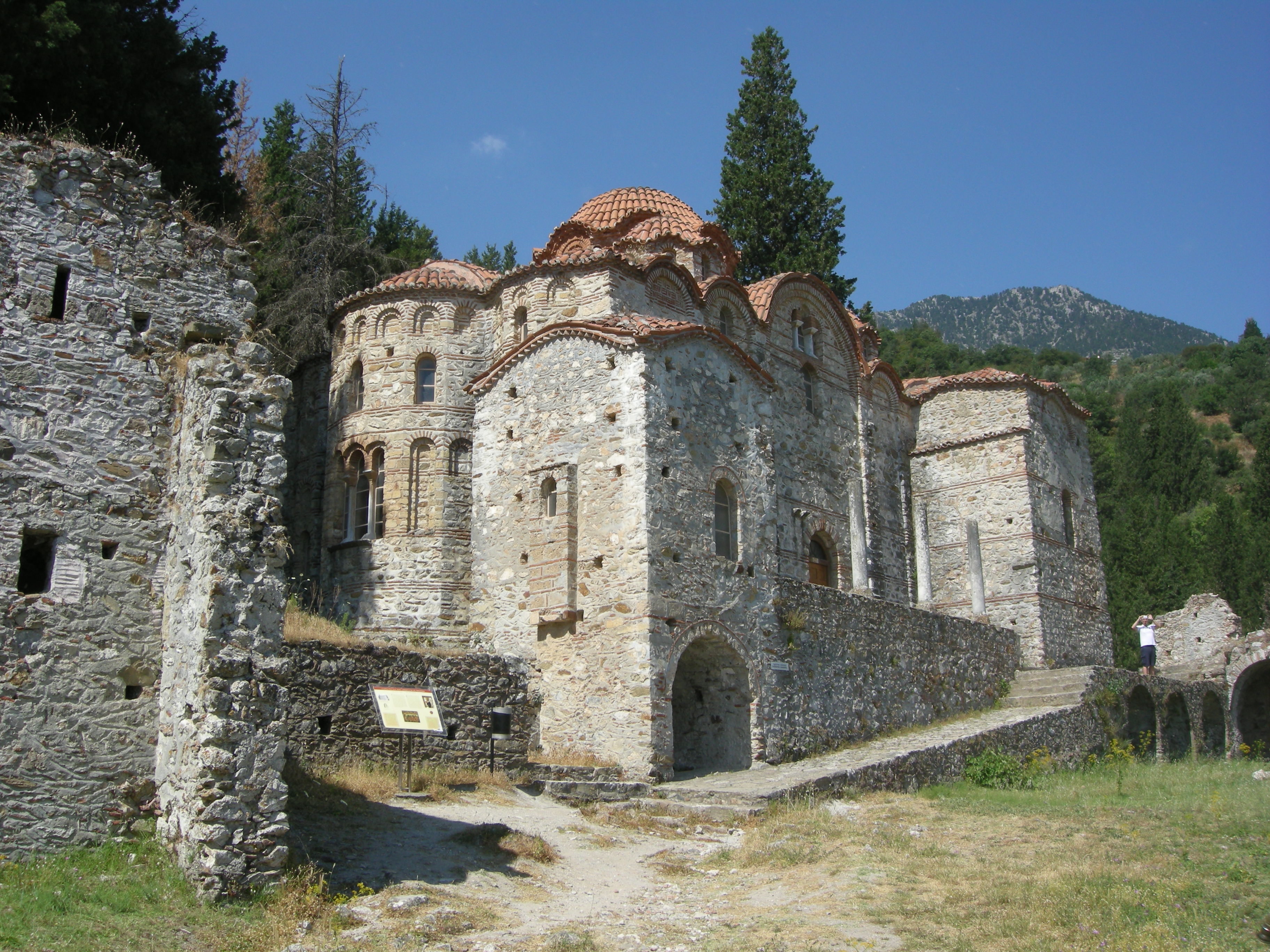

Die der Maria Hodegetria (auch Hodighitria, altgriechisch ὁδηγήτρια „Wegweiserin, Lehrmeisterin“) gewidmete Kirche wurde nach 1310 von Abt Pachomios in der Absicht errichtet, den Kirchenbauten Konstantinopels etwas Gleichwertiges entgegenzusetzen. Der auch Aphendiko (= Herrenkirche) genannte Bau ersetzte Agioi Theodoroi als Hauptkirche des Brontochion-Klosters und wurde wie die Metropolis im „Mistras-Typus“ erbaut, d. h. über eine dreischiffige Basilika mit Emporen wurde ein zweiter Bauteil mit dem Grundriss einer Kreuzkuppelkirche übergestülpt. Ungewöhnlich ist die siebeneckige Form der Apsis. Im Gegensatz zu den anderen bisher beschriebenen Kirchen, besitzt die Hodegetria an der Südwestecke einen dreistöckigen Glockenturm. Auf der Nordseite, durch die man die Kirche betritt, wurden bei der Restaurierung ab 1938 unter Anastasios Orlandos die ursprünglichen Kolonnaden wiederhergestellt.

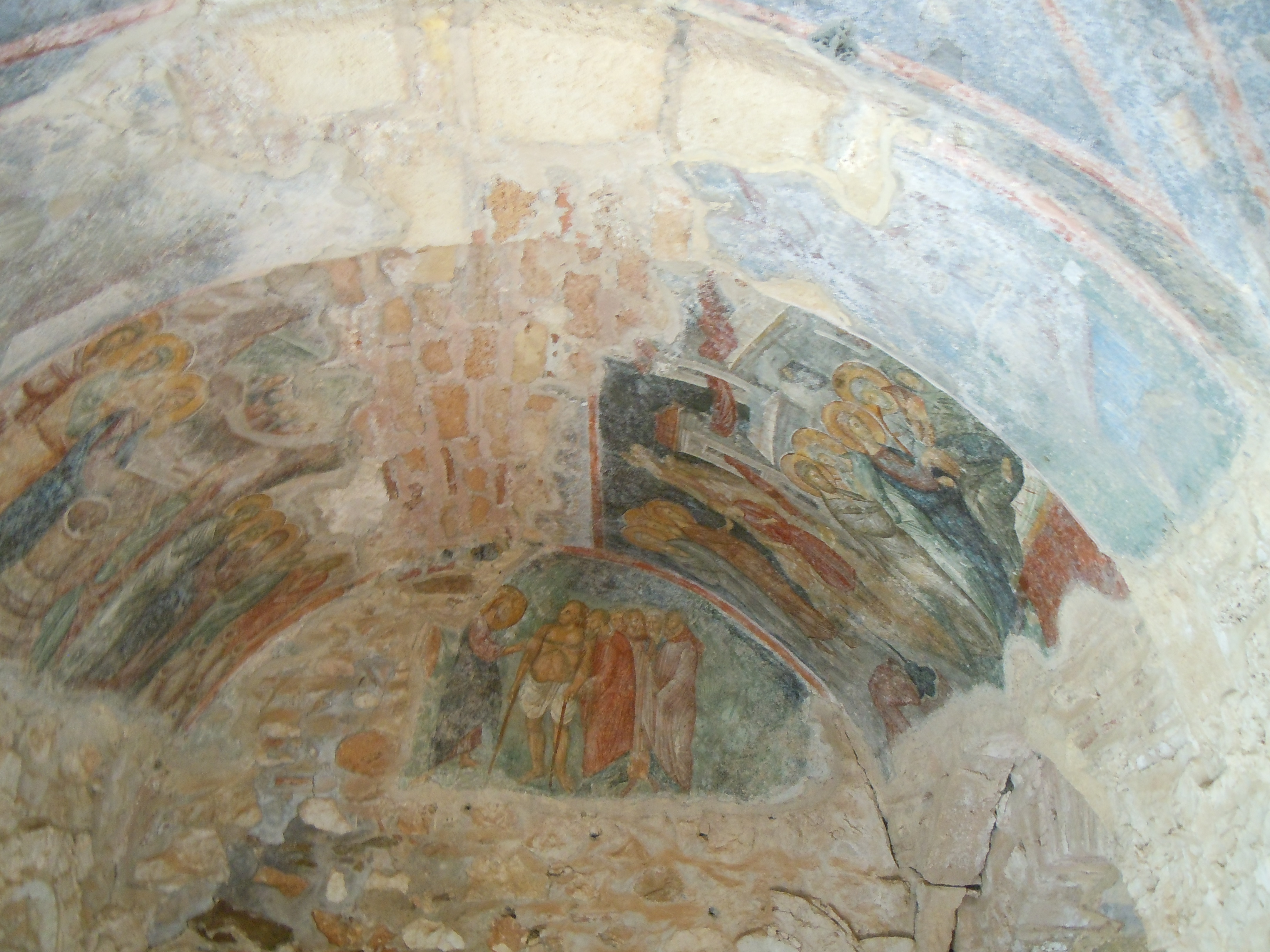
Weinwunder zu Kana und Heilung eines Lahmen im Narthex der Hodegetria (frühes 14. Jahrhundert)

Die gut erhaltenen Fresken der zentralen Apsis zeigen die betende Jungfrau mit dem Jesuskind und darunter zwei Reihen lebensgroß dargestellter Bischöfe. Im Bogen oberhalb der Apsis ist die Himmelfahrt dargestellt und im Narthex finden sich Abbildungen der Wunder Christi, zum Beispiel das Weinwunder zu Kana oder die Heilung eines Lahmen. In der nördlich angebauten Kapelle befindet sich das Grab des Despoten Theodoros I. Paläologos (1383 – 24.06.1407). In der Grabnische ist Theodoros links im edlen Gewand des Despoten von Morea und rechts in einer Mönchskutte dargestellt, da er in seinem Todesjahr ins Brontochion-Kloster eintrat. Gegenüber liegt die Grabstädte des Erbauers Abt Pachomios. Hier finden sich noch Reste eines Stifterfreskos, auf dem dieser kniend der Gottesmutter ein Modell seiner Kirche anbietet, darüber ist ein Kranz von Märtyrern mit Heiligenschein zu sehen. Die Kapelle auf der Südseite des Narthex ist fensterlos und ihre Wände sind von oben bis unten mit Kopien kaiserlicher Chrysobullen bedeckt, die zugunsten des Klosters Brontochion erlassen wurden. Hier werden alle Güter des Klosters mit der Zahl der Einwohner aufgeführt. Diese vier Dekrete stammen aus den Jahren 1313 bis 1321 und verdeutlichen die starke politische Position des Klosters. Auf der Südseite des Hauptschiffs befindet sich eine weitere Grabkapelle, deren Fresken 1969 restauriert wurden. Sie stellen sehr detailreich die Grablegung Mariens dar. Die Maler der Fresken stammten wahrscheinlich aus Konstantinopel, die Bilder selbst können ins frühe 14. Jahrhundert (also kurz nach der Erbauung) datiert werden. Diese Epoche gilt in der Kunstgeschichte als Paläologen-Renaissance.

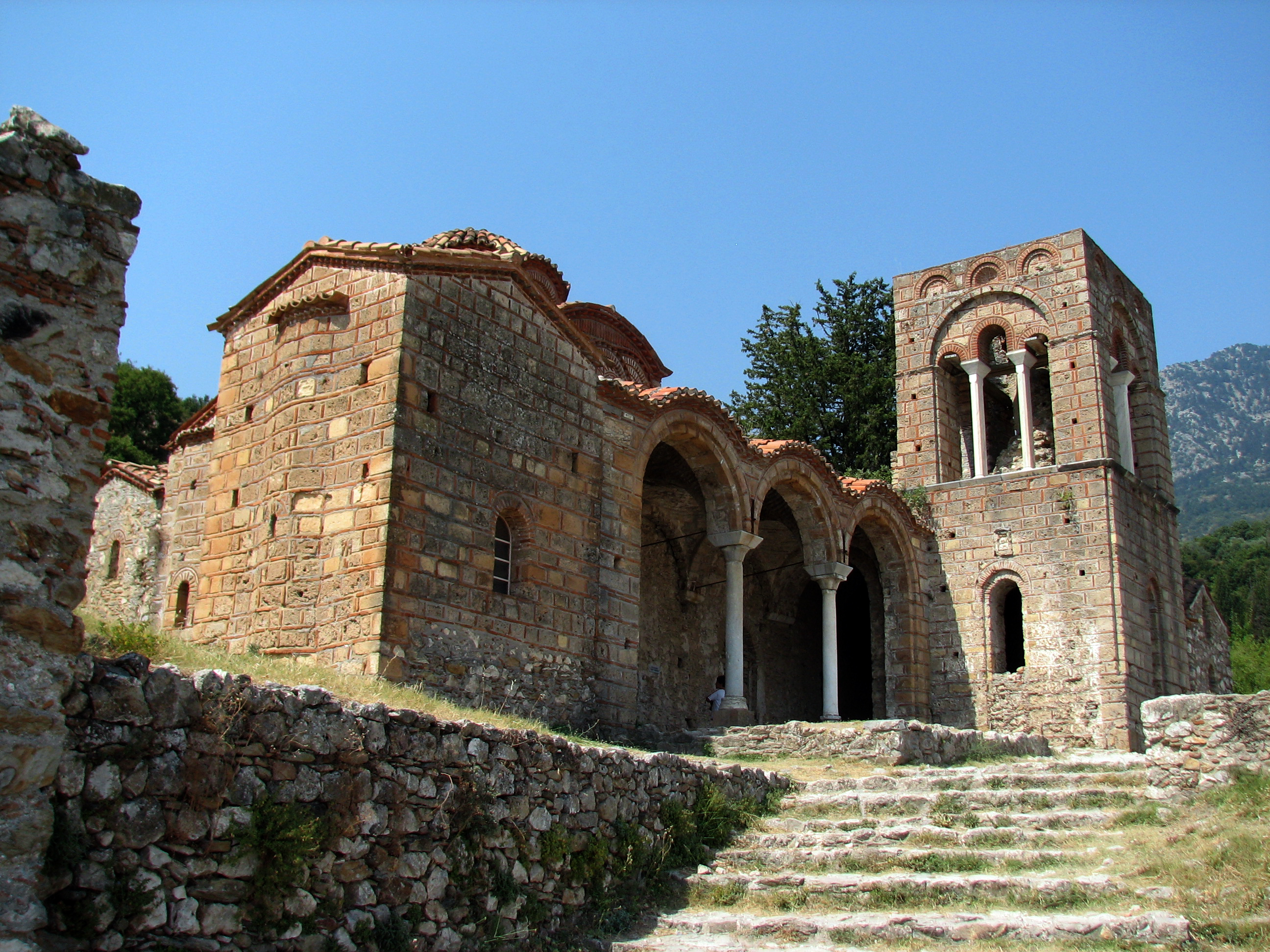
Agia Sophia (= Christos Zoodotes), Mystras, von Norden (1351–1365)

### Agia Sophia
Diese Kirche (griechisch Αγία Σοφία) wurde von Manuel Kantakuzenos, dem ersten Despoten von Morea (1349–1380), erbaut, um ihn an die Hauptstadt des Reiches zu erinnern. Auf dem Kapitell einer der Säulen im Inneren des Gebäudes ist Manuels Monogramm zu sehen, dazu der byzantinische Doppeladler. Ein patriarchaler Erlass aus dem Jahr 1365 erlaubt ihre Umwandlung in das Katholikon eines Klosters. So kann man ihren Bau zwischen 1351 und 1365 datieren.
Architektonisch besitzt die Agia Sophia einen einfachen Grundriss in Form eines griechischen Kreuzes, einen ungewöhnlich breiten Narthex und eine relativ niedrige Zentralkuppel, die das gesamte Bauwerk dominiert. Sie zeichnet sich durch ihre hohen und schmalen Proportionen aus, die den Höheneindruck verstärken, was in der byzantinischen Architektur eher unüblich ist. Licht gelangt nur durch einige schmale Öffnungen in der Kuppel und am Ende jedes Kreuzesarms ins Gebäude. Die Fassaden im Norden und Westen besitzen Kolonnaden, wobei diejenige im Norden, die auf das Evrotastal hinausgeht, von Anastassios Orlandos rekonstruiert wurde. Diejenige der Westfassade ist heute noch im Zustand einer Ruine. Am Nordwestende erhebt sich ein eleganter Glockenturm, der ursprünglich drei Stockwerke aufwies, von denen aber nur noch zwei erhalten geblieben sind. Während der osmanischen Okkupation wurde der Turm als Minarett für die in eine Moschee umgewandelte Kirche benutzt.

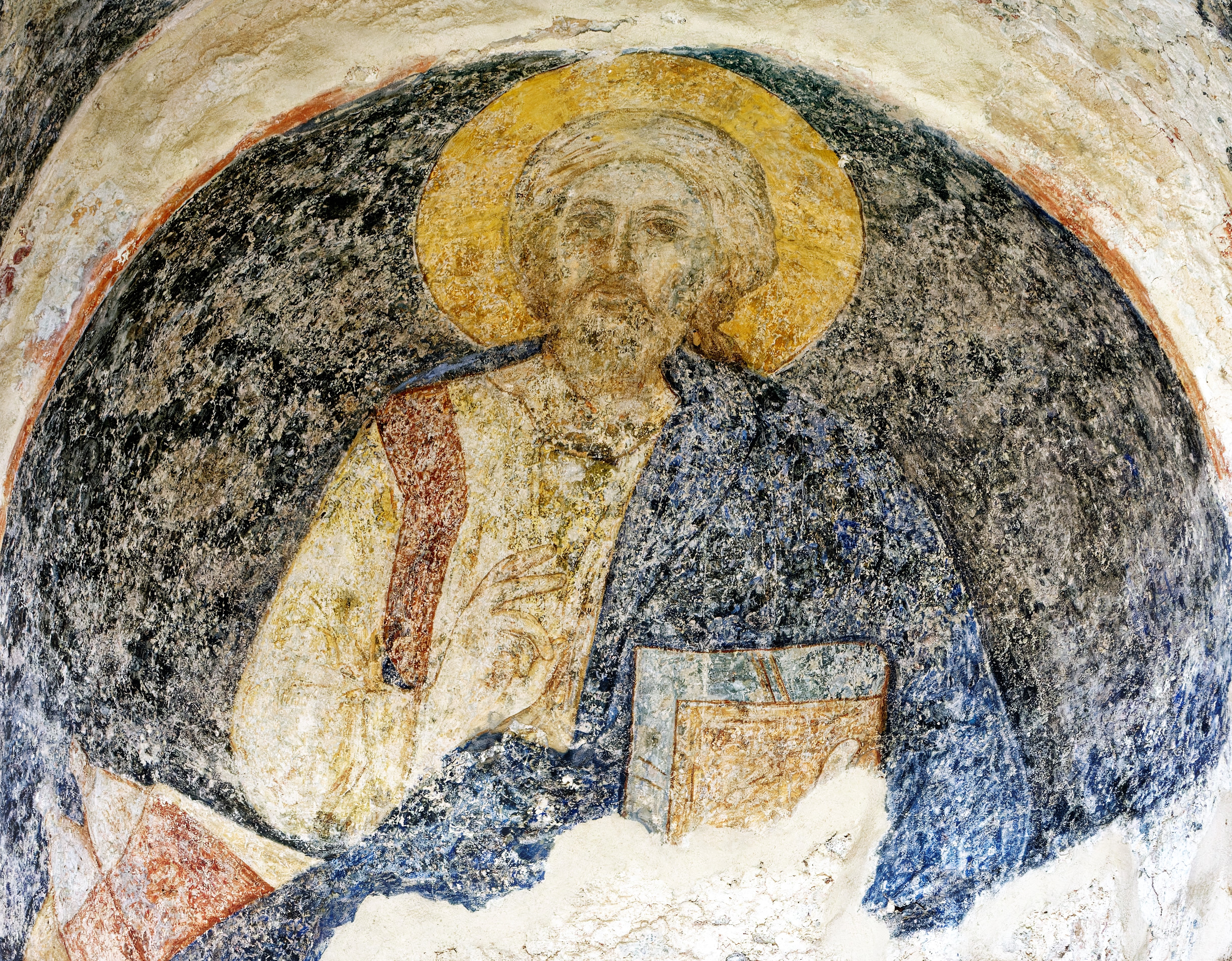
Christus als Lebensspender in der Zentralapsis der Agia Sophia, Mystras

Skulptierter Schmuck ist kaum erhalten geblieben; nur das Säulenkapitell, welches das Monogramm des Despoten trägt, ist von einem Kranz floraler Motive umgeben. Chatzidakis schreibt ihre wenig ausgefeilte Ausführung Künstlern lokaler Herkunft zu. Das Fresko der zentralen Apsis zeigt Christus als Lebensspender (griechisch Χριστός zωοδότης) und nicht die Agia Sophia, was darauf hindeutet, dass dies der Name des 1365 gegründeten Klosters war. Die im Südosten angebaute Kapelle wird mit Isabella de Lusignan († 1387), der Gattin von Manuel Kantakouzenos, in Verbindung gebracht. Das künstlerische Programm der Fresken mit seiner besonderen Betonung der Geburtsszene Jesu könnte in Zusammenhang mit Isabellas großem Wunsch stehen, ein Kind zu gebären.

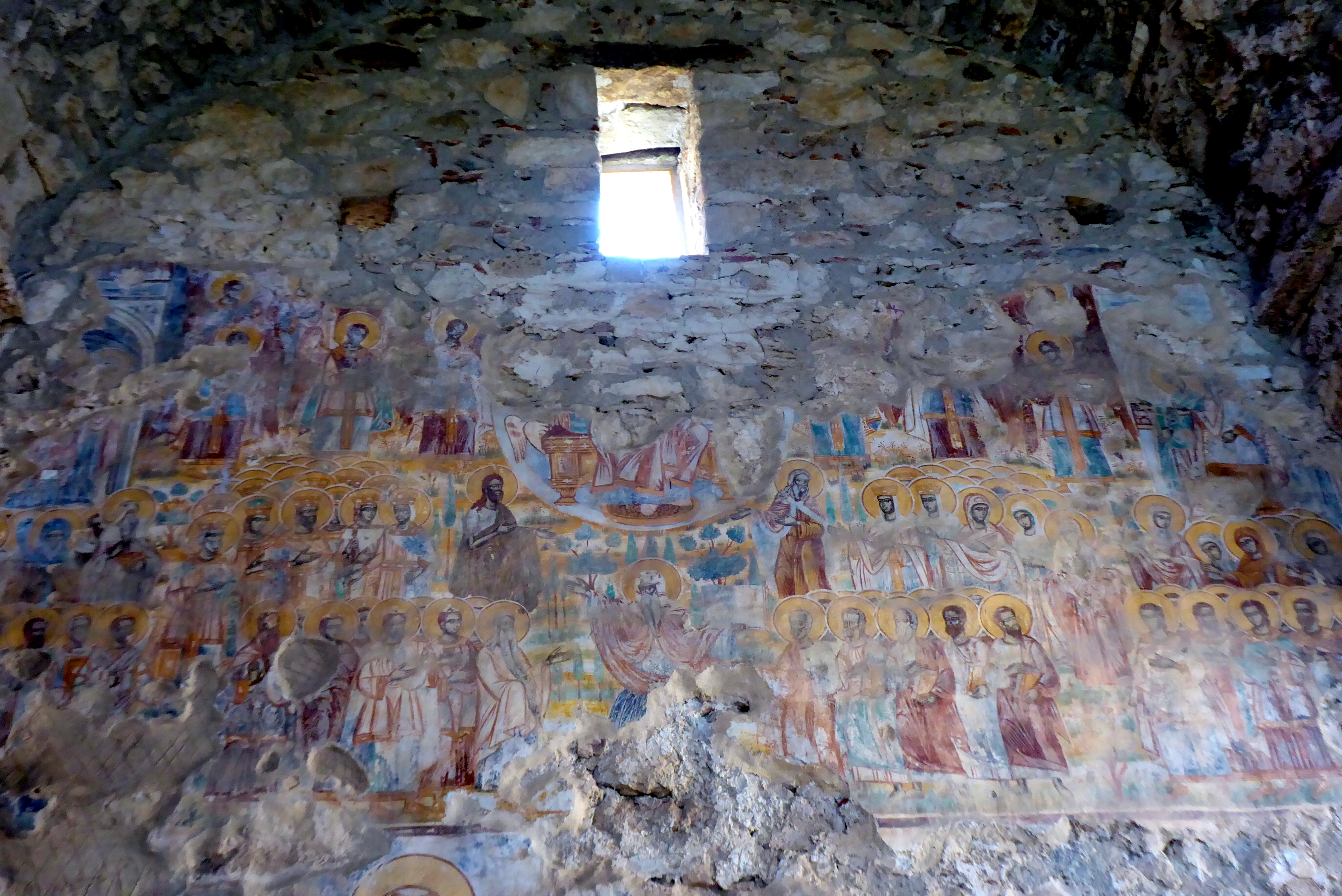
Jüngstes Gericht in Agios Nikolaos, Mystras

### Agios Nikolaos
Sie ist die einzige nachbyzantinische Kirche in Mystras und stammt aus dem 17. Jahrhundert. Architektonisch weist sie wenige Besonderheiten auf, doch sind auch in ihr einige interessante Fresken, darunter ein Jüngstes Gericht, erhalten geblieben.

### Pantanassa-Kloster

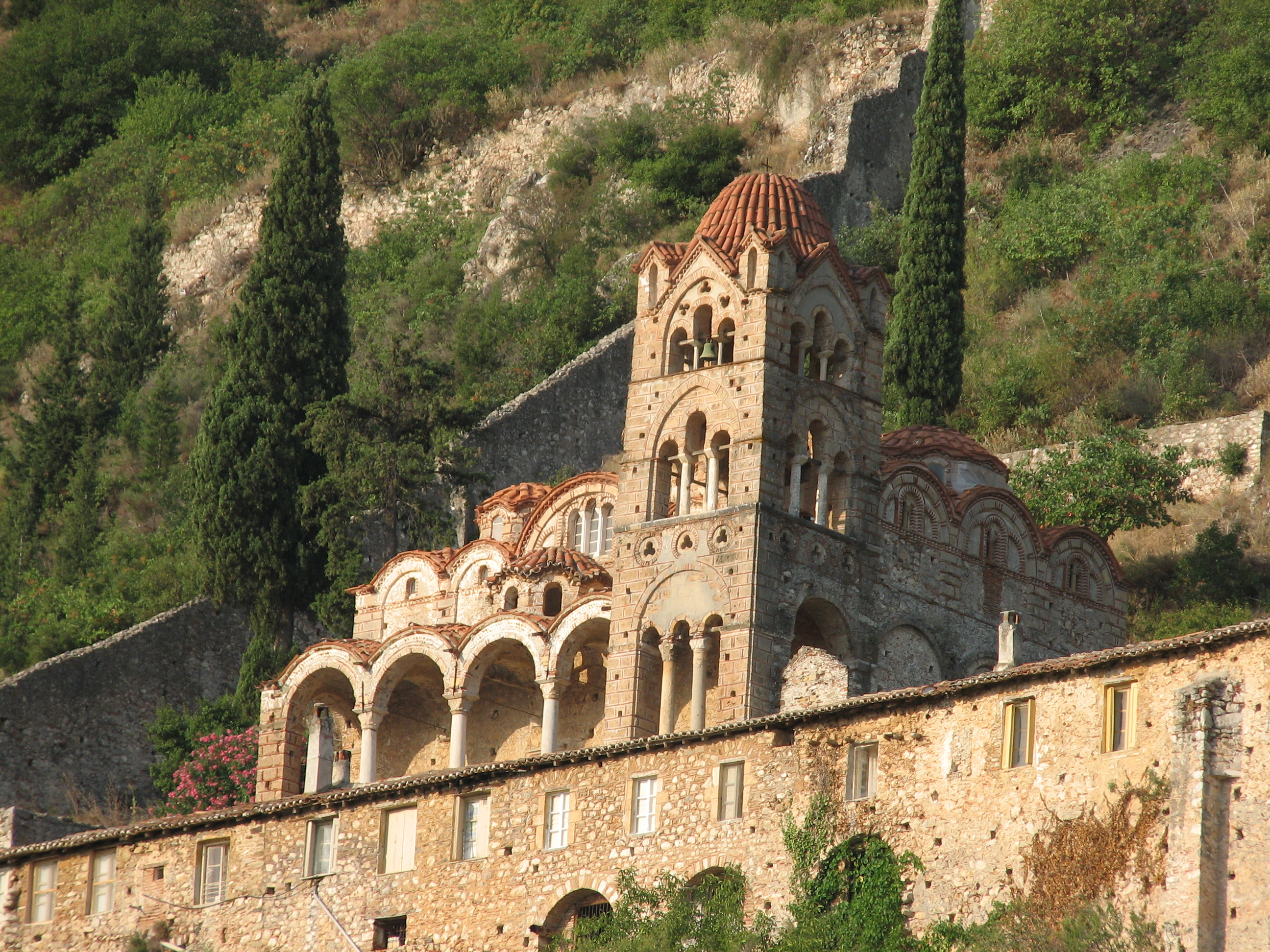
Ansicht der Pantanassakirche von Osten, Mystras (1428)

Das Pantanassa-Kloster (neugriechisch Παντάνασσα, ‚Allherrscherin‘, ein Beiname Marias) schmiegt sich auf halber Höhe an den 600 m hohen Hügel von Mystras, dort wo der Abhang am steilsten ist. Aufgrund der Hügelneigung mussten die Architekten das Bauwerk auf eine Nord-Süd-Achse ausrichten. Es ist das besterhaltene Bauwerk der Stadt und auch das einzige, das bis heute von einem halben Dutzend Nonnen bewohnt wird.
Das Kloster wurde 1428 durch Johannes Frangopoulos gegründet. Man findet seinen Namen und seine Titel auf den Bögen der Westfassade und eingraviert ins Kapitell der dritten südlichen Säule. Die Inschrift lautet: „Der Gründer Johannes Frangopoulos, Protostrator und Katholikos Mésazon (Oberstallmeister und Erster Minister)“. Die Frangopoulos sind eine bedeutende Familie Mystras von fränkischer Herkunft (Frango bedeutet Franke), die sich mit der Zeit hellenisierte. Johannes Frangopulos war ein treuer Berater des jungen Theodoros II. Paläologos und später von Konstantin XI. Paläologos.

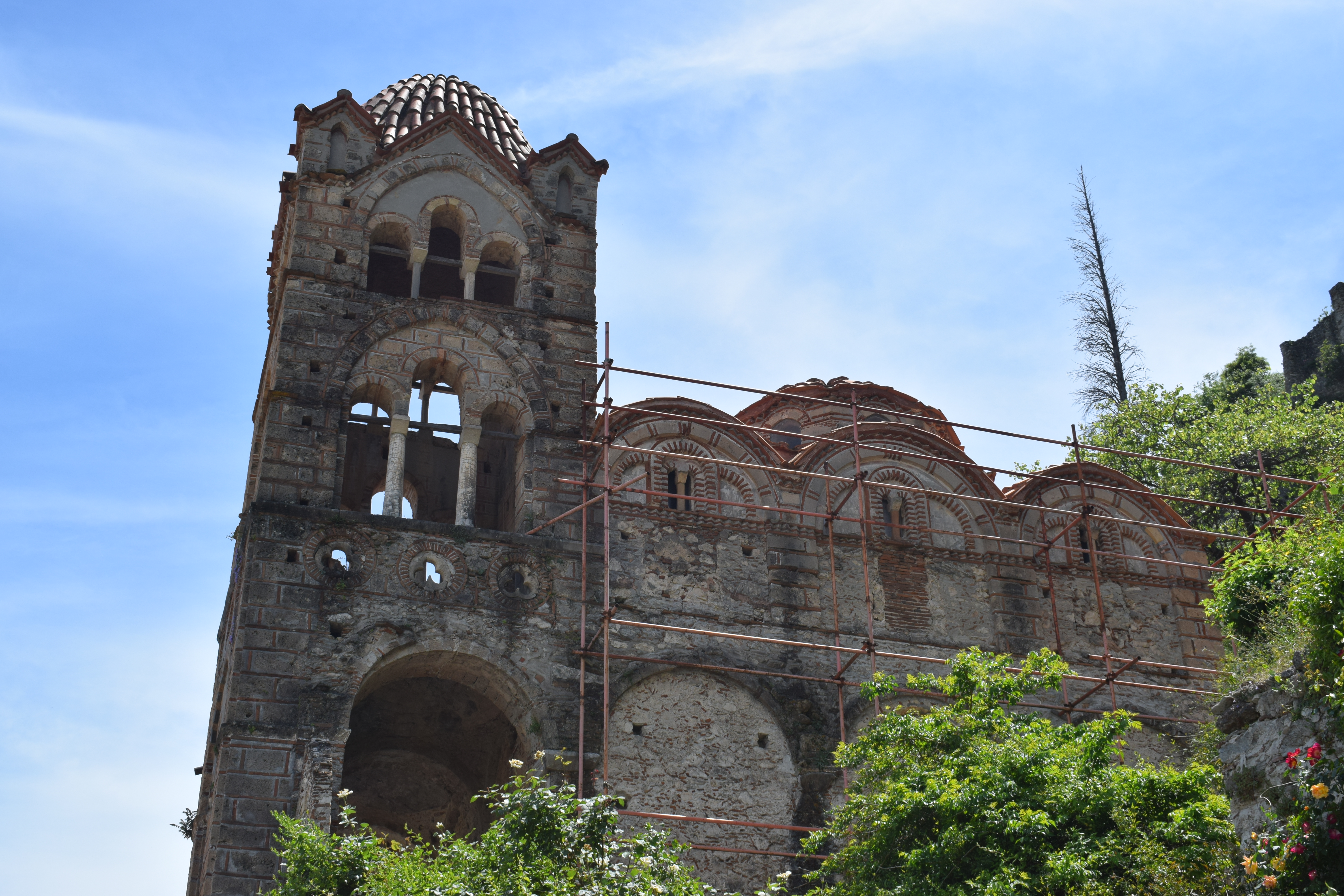
Glockenturm der Pantanassa-kirche von Norden

Die Pantanassakirche gehört zum gleichen Mischtypus wie die Metropolis und die Hodegetria, im Erdgeschoss ein basilikaler Grundriss, darauf aufgesetzt eine kreuzförmige Kuppelkirche. Außerdem besitzt sie zwei zusätzliche Kuppeln über dem Narthex und dem Portikus an der Nordseite. Dieser leitet trotz des schwierigen Untergrunds harmonisch zum großartigen, viergeschossigen Glockenturm über, der das gesamte Bauwerk dominiert. Der fränkisch-gotische Einfluss ist am deutlichsten an den beiden obersten Stockwerken des Glockenturms zu erkennen: Seine Triforien, die nach allen vier Himmelsrichtungen weisen, werden von gotischen Bögen eingerahmt und vier kleine Ecktürme flankieren die Kuppel an der Turmspitze. Das Pantanassa-Kloster ist das Gebäude in Mystras, in dem der fränkische Einfluss am deutlichsten zu spüren ist. Wie ihr Vorbild, die Hodegetria, besitzt sie sehr hohe Apsiden, doch während diese nur wenige Öffnungen nach außen hat, besitzt das Pantanassa-Kloster über alle Apsiden zwei Fensterreihen, die auf der oberen Ebene breiter, im unteren Bereich schmaler, aber zahlreicher sind. Bögen mit gotischem Einfluss umgeben jedes Fenster im Erdgeschoss. Das Dekor der Außenwände mit ihren Blendarkaden, Spitzbogen, kielbogenartigen Dekorationsmotiven bildet eine Mischung von gotischen und islamisierenden Elementen, die an Sizilien erinnern (Dom von Cefalù, Monreale) und macht den Gebäudekomplex einzigartig. Besonders ist dies an der Ostfassade der Kirche zu bemerken. Hier zeugen die großen Bögen vom Bemühen der Handwerker, westliche Elemente in die byzantinische Bautradition einzugliedern. Dagegen erinnert die leichte, loggienartig durchbrochene Vorhalle an italienische Denkmäler der Frührenaissance.

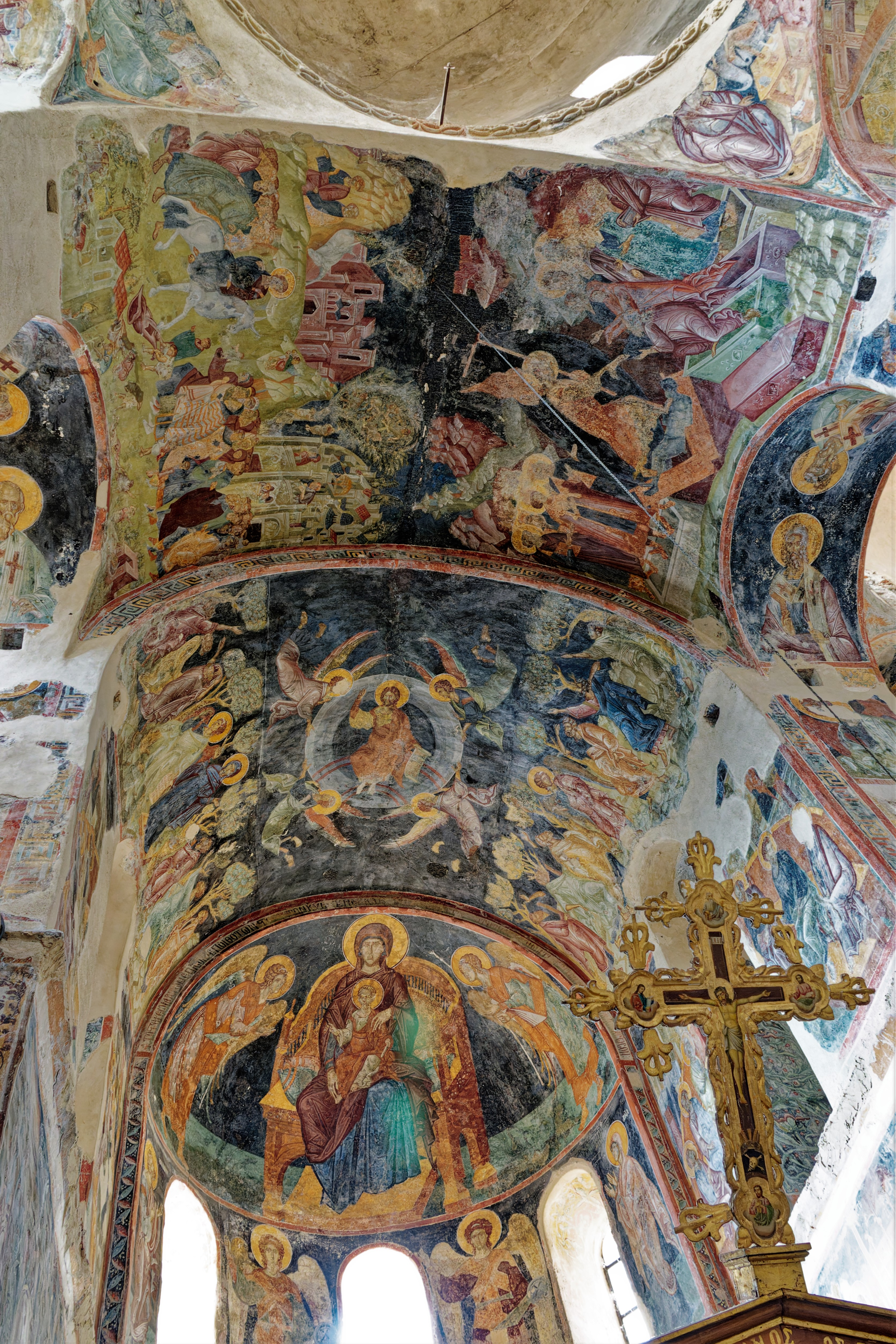
Apsis- und Gewölbefresko der Pantanassakirche

Charakteristische Fresken in der Pantanassakirche sind die Jungfrau mit Kind in der Apsis und darüber am Gewölbe die Himmelfahrt Christi. An den Flächen zwischen Haupt- und Seitenschiffen sind links der Einzug in Jerusalem und rechts der Abstieg Jesu in die Unterwelt dargestellt. Diese Fresken sind die letzten großen Arbeiten byzantinischer Kunst, zeigen aber dennoch genügend Dynamik, um in der großzügigen Farbgebung und der weiten Farbskala noch neue Stilelemente einzubringen. Außerdem sind die vielen dargestellten architektonischen Details an den zahlreichen Gebäuden im Hintergrund der Szenen zu erwähnen und die Kühnheit der Raumdarstellung, z. B. in der Auferweckung des Lazarus oder im Einzug in Jerusalem. Der souveräne Aufbau der Landschaft in der Tiefe, die perspektivischen Verkürzungen von Figuren und die zeitgenössischen Trachten erinnern so auffallend an italienische Darstellungen (z. B. Ambrogio Lorenzetti), dass hier enge Beziehungen angenommen werden müssen.
Laut Überlieferung wurden Theodora Tocco, die erste Frau Konstantins XI. und Cleopha Malatesta, die Gattin des Despoten Theodoros II. in der Pantanassa beigesetzt.

### Peribleptos-Kloster

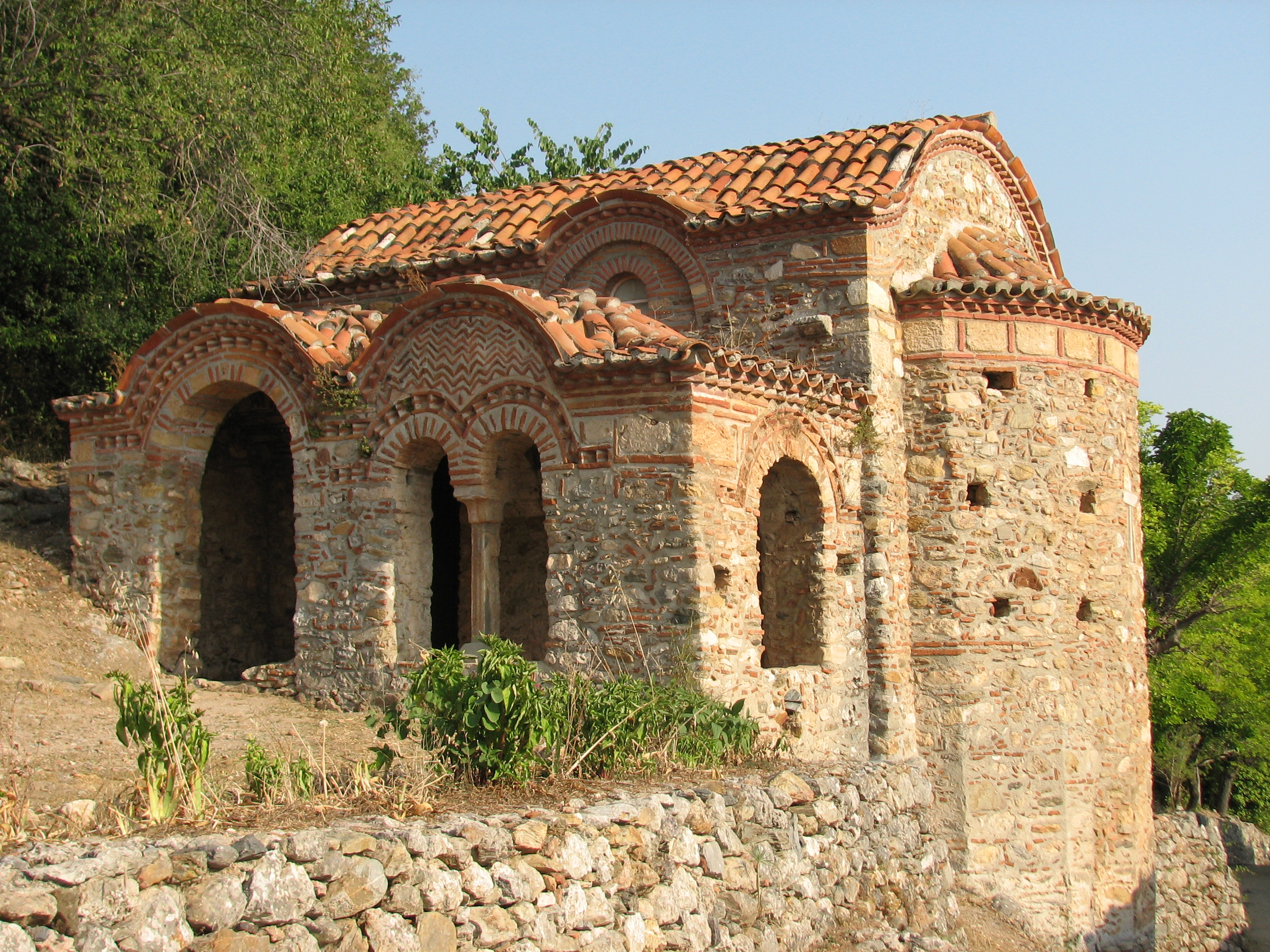
Privatkapelle Agios Georgios, Mystras

Das frühere Peribleptos-Klosters liegt im Südosten der ummauerten Stadt, direkt an einer Felswand und ist im Westen teilweise in eine Felsgrotte (die Demeterhöhle, wohl ein antikes heidnisches Heiligtum) hineingebaut. Über Geschichte und Gründer ist hier wenig gesichert. Es gibt die These, dass Manuel Kantakuzenos und v. a. seine Frau Isabella de Lusignan stark in die Gründung um 1365–1374 involviert waren. Es existiert ein Stifterbild eines Paares an der Westwand, dazu findet man den Namen Leon Mavropappas über dem Eingang zum Narthex. Die Mavropappas waren eine Familie von Honoratioren in Mystras, allerdings zur Zeit der späteren Dynastie der Paläologen. Über dem Eingang zum Klosterbezirk hat sich ein Basrelief mit zwei aufrechten Löwen um ein kreisförmiges Monogramm des Namens Perivleptos („die Vielbewunderte“, auch ein Epitheton Marias) erhalten. Darauf sind auch neun Fleur-de-Lys zu sehen, ein uraltes fränkisches heraldisches Symbol, das bis zu König Chlodwig zurückgeführt wird. Dies könnte wieder auf die Familie de Lusignan hindeuten.

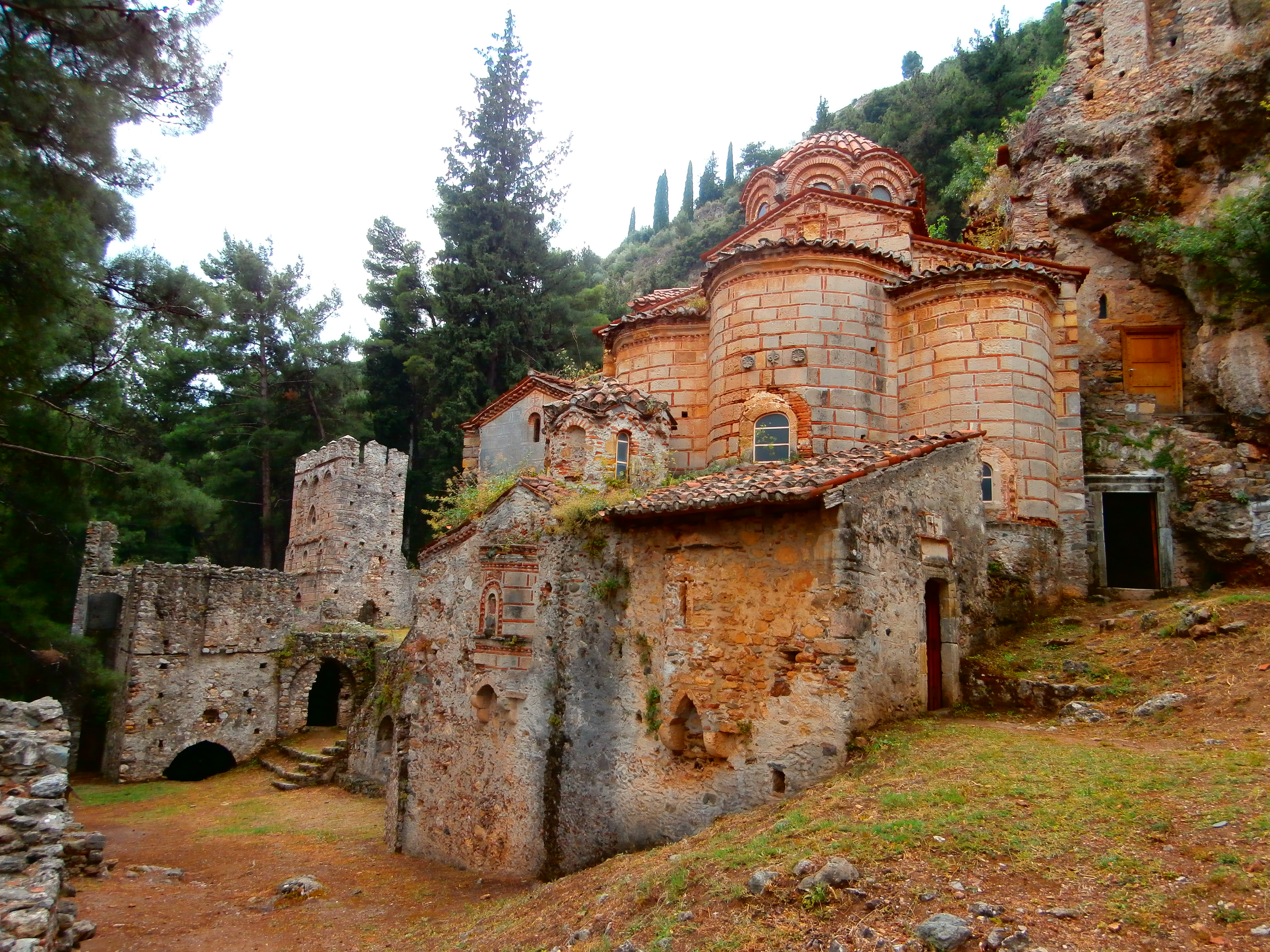
Überblick des Peribleptos-Klosters mit Refektorium (li.), Klosterkirche (re.) und den beiden angebauten Kapellen

Da der Bau auf einer vorspringenden Felsnase steht, ist die Kirche nicht wirklich rechteckig und der Haupteingang liegt im Norden. Sie gehört zum traditionellen lokalen Typ der zweisäuligen Kuppelkirchen. Daneben gibt es auf dem Klosterareal noch drei weitere Bauten: ein turmähnliches Refektorium mit deutlichen fränkischen Stilelementen im Süden und zwei im Osten auf einem niedrigeren Bodenniveau angebaute Kapellen.

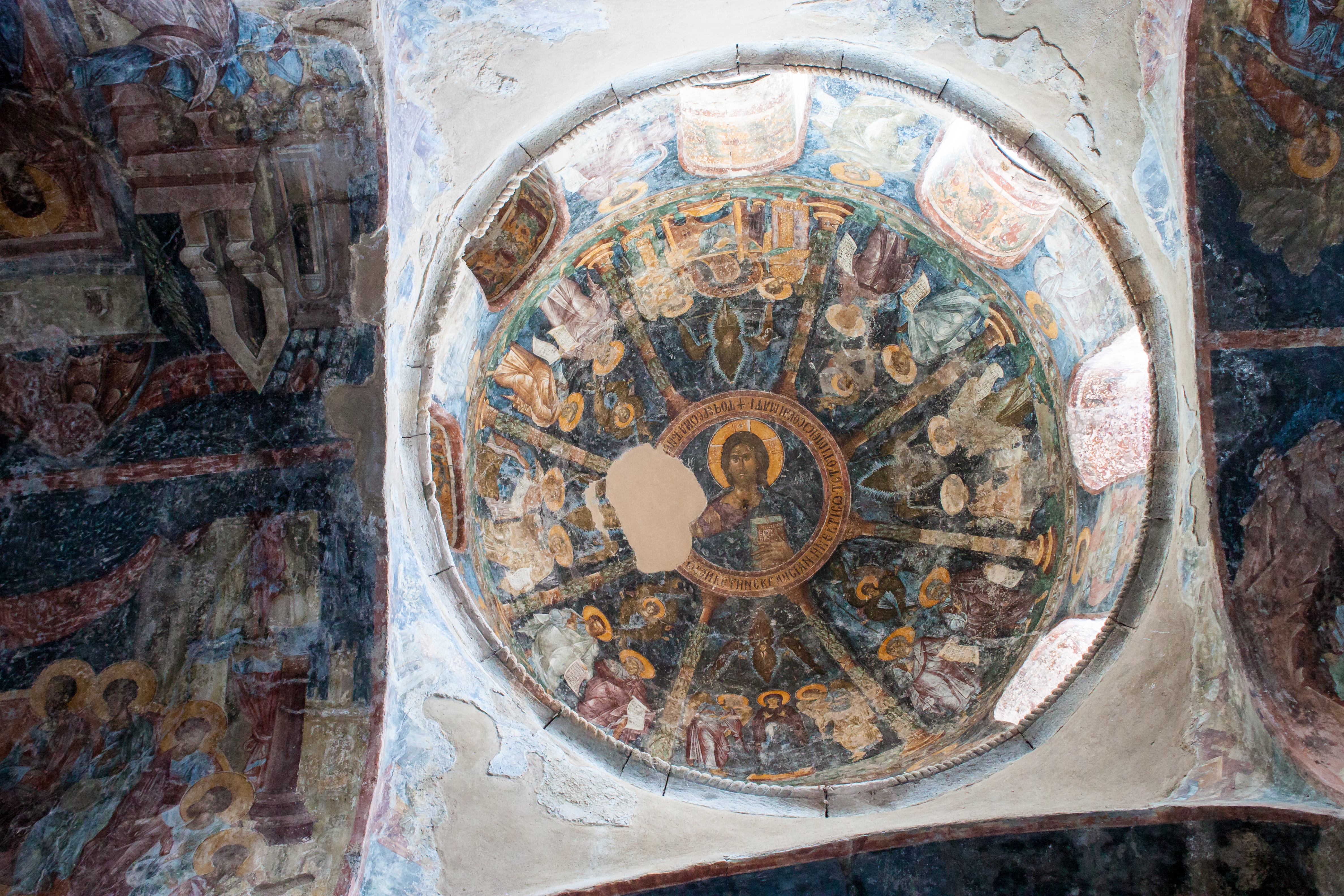
Kuppelfresko des Christus Pantokrator, Peribleptos-Kloster, Mystras (vor 1380)

Der reiche Freskenschmuck der Kirche stammt aus der Zeit vor 1380. Die stilistische Einheit ist stärker als bei jeder anderen Kirche von Mystras. Die Maler stammten daher sicher aus derselben Schule, obwohl Experten die Arbeit von vier verschiedenen Künstlern ausmachen konnten. Links vom Eingang sind die Wände der Prothesis mit einer großartigen Darstellung der Göttlichen Liturgie verziert, die eine gelassene Transzendenz ausstrahlt. In der Apsis findet sich die Madonna mit Kind, im Gewölbe die Himmelfahrt Christi umgeben von vier Engeln. Im Diakonikon erblickt man einen schlafenden Christus, im Gewölbe links die Verleugnung des Petrus, rechts den Kreuzweg und die Kreuzigung. Nur in der Perivleptos-Kirche hat sich ein Kuppelfresko erhalten, das Christus Pantokrator im Kreis von 12 Propheten zeigt. Passionsszenen zieren die Wände des Langhauses im Süden (Kreuzabnahme) und im Westen (Abstieg Jesu in die Unterwelt), während im Norden das Marienleben dargestellt ist, v. a. eine wunderschöne Grablegung Mariens. Auf der untersten Ebene der Fresken ist eine umlaufende Reihe von Heiligen, Bischöfen, Propheten und Engeln dargestellt. Besonders die Fresken aus dem Marienleben und der Göttlichen Liturgie zeigen einen neuen Malstil, der den Lichtillusionismus einsetzt. Beispielhaft ist dies in der Begegnung Joachims und Annas an der Goldenen Pforte oder in der Annahme des Opfers Joachims. „Mit dieser visionär-mystischen, überweltlichen Atmosphäre ... der hingehauchten Gestalten … hat die palaiologische Malerei ihren Höhepunkt erreicht.“

### Agios Georgios
Diese kleine Kapelle des 14. Jahrhunderts in der Unterstadt diente als Privatkapelle einer Aristokratenfamilie und wohl auch als deren Begräbnisstätte.

### Weltliche Bauten

#### Der Despotenpalast
Der Palast befindet sich auf dem Plateau oberhalb der Unterstadt auf halber Höhe des Hügels. Sein Gebäudekomplex ist aus verschiedenen Epochen zusammengesetzt, wobei seine beiden Flügel in der nördlichen Ecke des Plateaus in einem fast rechten Winkel zusammenlaufen und so ein L bilden. Der Palasthof (Phoros, von lateinisch forum, später unter den Osman Bojuk Bazar) liegt somit in der Sonne, ist vor Wind geschützt und groß genug für öffentliche Versammlungen, wie z. B. die Vorträge des Philosophen Georgios Gemistos Plethon ab 1400.

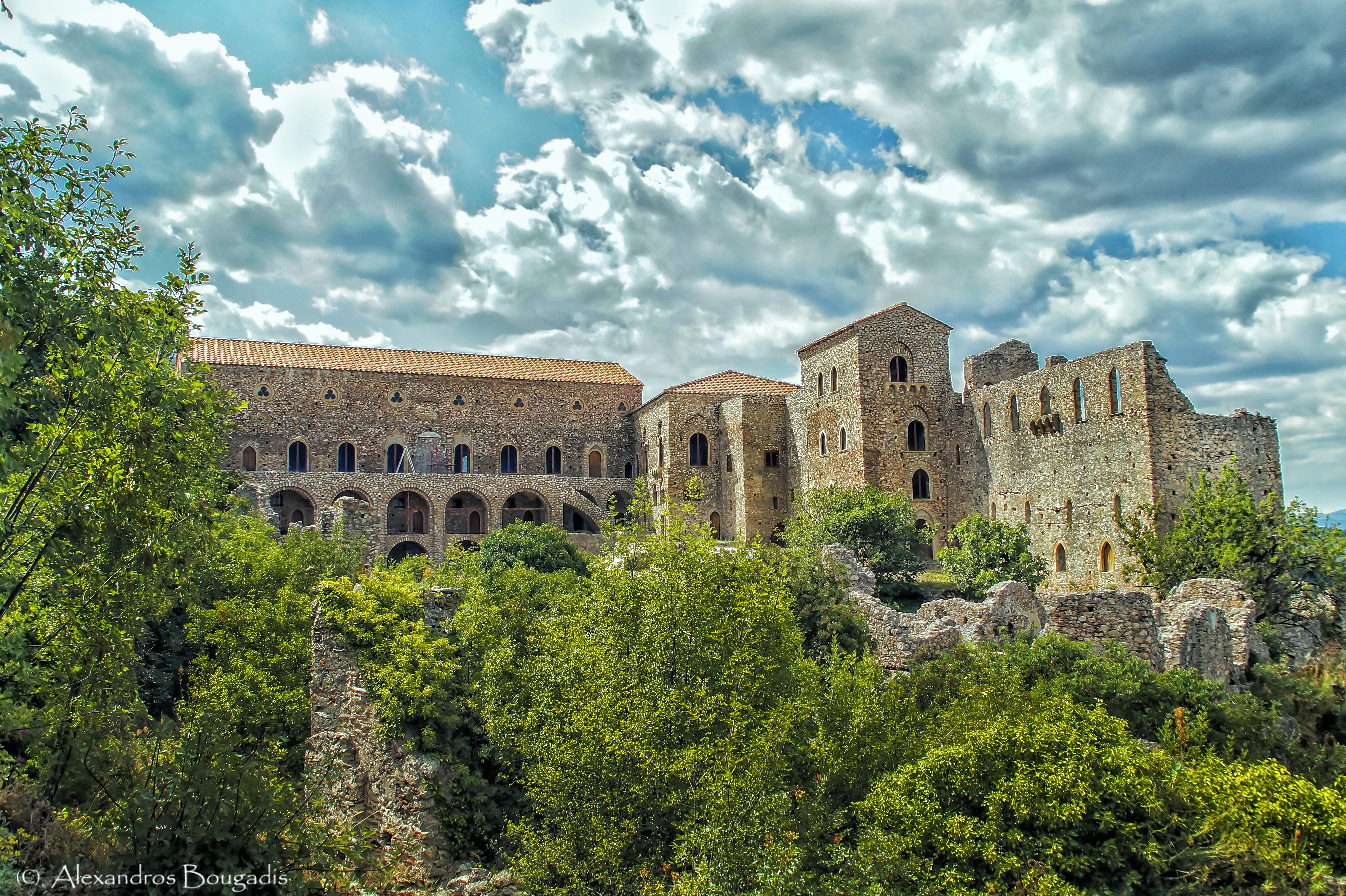
Der Despotenpalast von Mystras mit den drei Bauphasen von rechts nach links

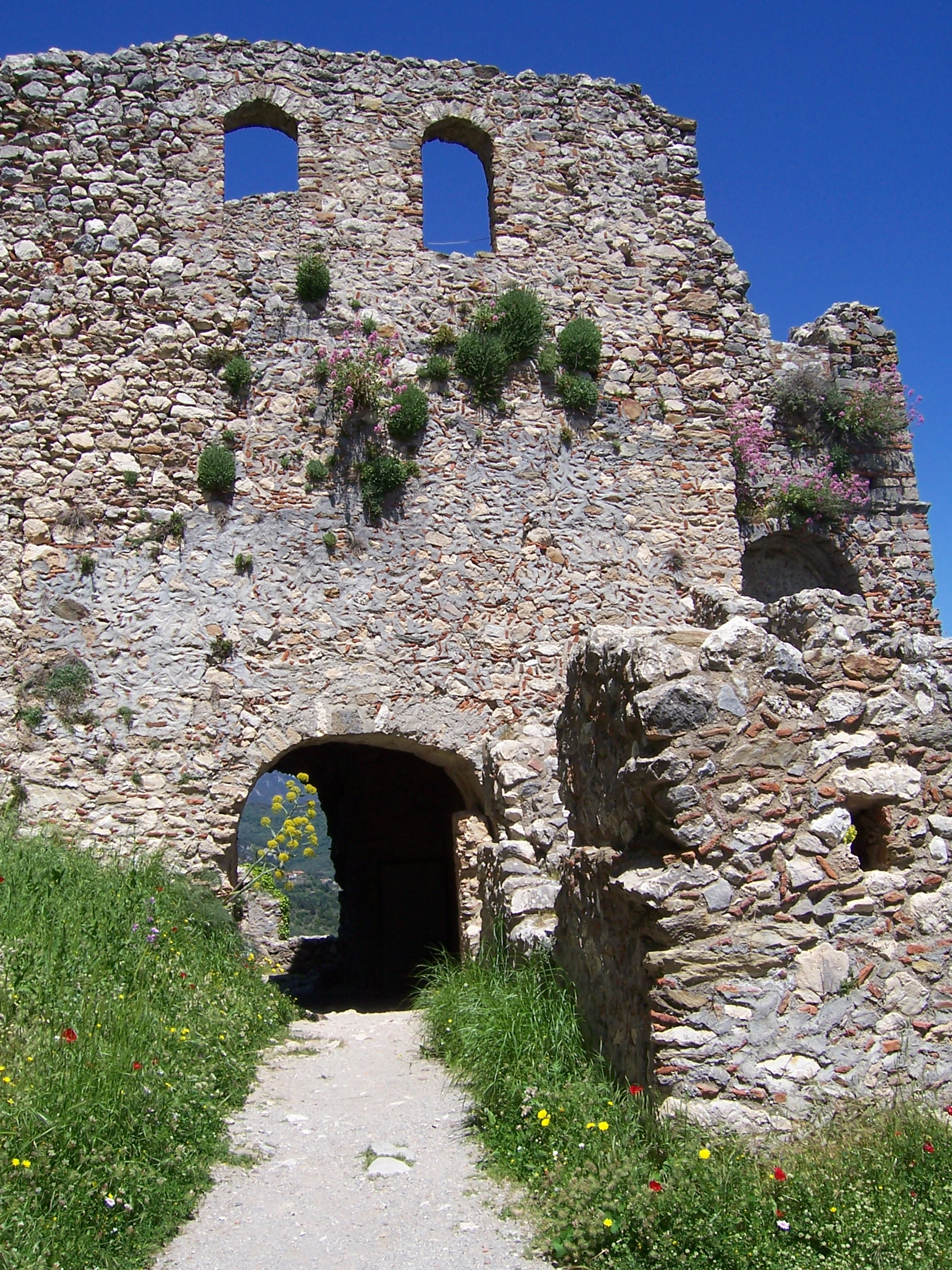
Zugangstor zur Burg von Mystras

Der Ostflügel, das älteste Gebäude, wurde 1249–1262 von Wilhelm II. von Villehardouin erbaut. Er besitzt nur wenige Öffnungen nach außen und ist gotisch inspiriert. Daher muss dieser Abschnitt von den Franken oder den allerersten byzantinischen Gouverneuren errichtet worden sein, da sein Stil dem anderer fränkischer Gebäude auf Morea ähnelt. Ein weiteres Gebäude, etwas weiter nördlich, beherbergt die Küche, die Zisternen und die Feuerstelle und ist zur selben Zeit errichtet worden. Unter der Herrschaft der Kantakuzenen wurde an der Nordostecke der zweite Bau nach 1350 errichtet, der die Privaträume des Despoten und eine Privatkapelle enthielt. Der Nordwestflügel ist der jüngste Teil des Komplexes und wurde wahrscheinlich ganz zu Beginn des 15. Jahrhunderts unter den Paläologen gebaut. Er besteht aus drei Ebenen: eine Art Keller, der halb unter der Erde liegt, ein Erdgeschoss mit acht nicht miteinander verbundenen Wohnungen und die erste Etage. Diese besteht aus einem einzigen großen Raum, der wie in Konstantinopel Chrysotriklinon (Saal des goldenen Throns) genannt wurde. Er ist 36,30 m lang und 10,50 m breit. Hier fanden alle Zeremonien und Formalitäten statt, die mit dem Amt des Despoten verbunden waren. Eine steinerne Bank, auf der die Höflinge und Besucher Platz fanden, läuft auch heute noch um die gesamte Halle.

### Die Burg
Die Anlage auf dem Gipfel des Bergs bildet das zentrale Verteidigungsbauwerk von Mystras und wurde 1249 von Wilhelm II. von Villehardouin errichtet. Später wurde sie von den byzantinischen Herrschern und den Osmanen weiter ausgebaut. Den einzigen Eingang zum ersten Hof schützte ein mächtiger quadratischer Turm. An der gegenüberliegenden Seite stand ein runder Beobachtungsturm, der Ausblick über die Ebene von Sparta und die Bewegungen an den Hängen des Taygetos ermöglichte. Neben dem Wohnhaus des Kommandanten liegt der Durchgang in den höheren zweiten Hof mit einer kleinen Kapelle, die das älteste Gebäude in Mystras darstellte. Am Westende des oberen Hofs befand ein zweiter runder Beobachtungsturm.
1989 wurde Mystras von der UNESCO in die Liste der Denkmäler des Weltkulturerbes aufgenommen. Der Despotenpalast wird derzeit (2013) umfassend restauriert.

## In der Literatur
Goethe, der selbst niemals Griechenland bereiste, setzte Mystras ein literarisches Denkmal, indem er sich von Berichten über die Stadt zur Schilderung jener Kreuzfahrerfestung bei Sparta inspirieren ließ, auf der Faust die schöne Helena trifft.